# Time Machine (videogioco)
Time Machine è un videogioco di avventura dinamica sul viaggio nel tempo, pubblicato nel 1990 per gli home computer Amiga, Amstrad CPC, Atari ST, Commodore 64 e ZX Spectrum dalla filiale britannica della Activision. È il secondo titolo sviluppato dall'azienda britannica Vivid Image, che si era fatta notare con Hammerfist, e come il primo ottenne spesso buoni giudizi dalla critica.

## Trama
Il professor Potts, tipico scienziato con camice bianco, occhiali e capelli "alla Einstein", sta lavorando a una macchina del tempo, quando un attacco di terroristi armati di bombe causa un malfunzionamento che lo spedisce 10 milioni di anni nel passato. Qui ha inizio il gioco nei panni di Potts, che deve riuscire a tornare al proprio tempo e prevenire l'attentato. Prima però deve anche fare in modo che il corso della storia non venga alterato e che le epoche si susseguano come previsto, favorendo l'evoluzione del genere umano. Potts dovrà quindi attraversare la preistoria preumana, l'era glaciale, l'età della pietra, il medioevo e infine il presente, ma solo dopo aver fatto in modo che le epoche successive esistano. Tra i suoi compiti ci sono prima raffreddare e poi scaldare l'ambiente, proteggere piccoli mammiferi che sono progenitori dell'uomo, mostrare agli uomini la coltivazione e la ruota, rivelare una sorgente di petrolio, infine attivare la macchina del tempo con speciali cristalli. 

## Modalità di gioco
Ognuna delle cinque epoche in cui si svolge il gioco è costituita da cinque ambienti contigui, ovvero cinque schermate fisse comunicanti in orizzontale. I cinque luoghi sono sempre gli stessi in ogni epoca, ma visti in tempi diversi; alcune cose restano uguali nei millenni, ad esempio c'è sempre un fiume nello stesso punto. Una minimappa di 5x5 caselle, posta al di sopra della visuale di gioco, indica il luogo e il tempo attuale.
Potts può camminare sul terreno in tutte le direzioni, saltare, abbassarsi e raccogliere oggetti. Quando si è vicini a un oggetto rilevante, la sua immagine viene mostrata anche in una finestrella del pannello informativo. Certi oggetti si possono prendere e trasportare uno alla volta (appare effettivamente nelle mani del personaggio). In ogni schermata possono esserci nemici o pericoli naturali, che riducono l'energia di Potts o anche che fanno perdere direttamente una delle vite. Quando ha le mani libere, Potts può usare un'arma che spara una scarica elettrica a corto raggio per stordire o uccidere le creature e sbloccare certi oggetti. Se l'arma viene usata a lungo bisogna aspettare che si ricarichi. Inoltre Potts ha in dotazione quattro piccoli dispositivi di teletrasporto, che può piazzare in ogni luogo ed epoca, e poi anche riprendere e ripiazzare altrove; premendo il rispettivo tasto Potts viene rimandato istantaneamente lì, insieme a eventuali oggetti vicini.
In ogni epoca si deve completare una qualche azione non specificata al fine di permettere l'accesso all'epoca successiva. Premendo i tasti numerici si può viaggiare istantaneamente tra tutte le epoche attualmente accessibili (evidenziate nella minimappa, all'inizio soltanto la più antica), rimanendo nello stesso luogo. È necessario infatti spostarsi più volte avanti e indietro tra le cinque epoche. Si può dover tornare nel passato per risistemare problemi che si ripresentano; la minimappa segnala se in un luogo e tempo qualcosa va storto. In generale agendo nel passato si può influenzare il futuro, ad esempio piantare semi per ottenere poi alberi; oppure, per raggiungere un luogo che nell'epoca attuale è inaccessibile, può essere necessario tornare alla preistoria, farsi trasportare da uno pterodattilo nel punto corrispondente, e quindi tornare all'epoca di provenienza.